# Pleziokron digitális hierarchia
A pleziokron digitális hierarchia vagy PDH nagy mennyiségű távközlési adat digitális átvitelét megoldó technológia. A pleziokron szó görög eredetű, a plezio közelt, a khrónosz időt jelent – a szóösszetétel arra utal, hogy a PDH hálózat különböző elemei majdnem, de nem teljesen vannak szinkronizálva. A klasszikus PDH átviteli közeg a koaxiális kábel, de mikrohullámra és a PDH megjelenése után kifejlesztett optikai kábelre is telepíthető.
A PDH egy időosztásos nyalábolási technika, segítségével a távközlő gerinchálózatban takarékosabban lehet átvinni több adatot. Az európai rendszernek jelenleg öt (E1–E5), az amerikainak négy (T1–T4) szintje van, ez technológiai és politikai okokra egyaránt visszavezethető. A gyakorlatban az európai rendszer is csak az első 4 szintet használja. Az elv ugyanaz, így az egyszerűség kedvéért az európait használjuk példának.
Az előfizetői hurkon alapesetben 4 kHz-es analóg jelet kell tudni továbbítani. Ezt ha 8 kHz-en mintavételezik – az információelmélet által felállított mintavételezési tétel miatt –, valamint 8 biten kvantálják (például PCM), 64 kbit/s sebességű digitális jel lesz az eredmény. Ez az analóg-digitális átalakítás megtörténhet az előfizető készülékében, például ISDN esetén, de elvégezheti az első szintű PDH nyaláboló is.
Az első szint kapcsolói funkciókat is ellát. Harminc bemenete van, ezekre a fent részletezett módon kap jelet, továbbá hibavédelemre és szinkronizációra elhasznál még két csatornányi jelsebességet. A kimeneti jel 2048 kbit/s sebességű, ezt hívják E1-nek.
A felsőbb szintek négyenként nyalábolnak, így sebességeik – a szinkronizációs és egyéb pazarlást beleszámolva – a következőképpen alakulnak:
- E2: 8448 kbit/s
- E3: 34 368 kbit/s
- E4: 139 264 kbit/s

A hálózat pleziokronitását több tényező okozza. Egyrészt a különböző órajel-generátorok nincsenek egymáshoz állítva, másrészt a koaxiális kábel átviteli sebessége erősen függ az időjárásbeli változásoktól.

## A PDH problémái
A rendszer nagyon jól bevált, de vannak hátrányai.
Egyrészt a pleziokronitás miatt csak szintenként bontható le és építhető fel, így ha egy E1-es vonalat szeretnénk kinyerni az E4-es gerinchálózatból, három-három nyaláboló kell ehhez az egyszerű és nem is ritkán előforduló feladathoz. Ez nyilvánvalóan nagy költséggel is jár.
A világ különböző részein különböző szabványok vannak (ez persze az egész távközlésre érvényes és rengeteg problémát okoz), így véletlenül sem hasonlítanak például az európai és az amerikai sebességek.